# Río Grande (Tierra del Fuego)
Río Grande es una ciudad y municipio argentino localizado en la provincia de Tierra del Fuego, Antártida e Islas del Atlántico Sur, en la costa noreste de la isla Grande de Tierra del Fuego sobre el mar Argentino, cuyo afluente austral del océano Atlántico se denomina el Río Grande, motivo por el cual la ciudad toma su nombre.
En el año 2010 contaba con una población de 66 475 habitantes; la población en 2021 se estima en 98 277 habitantes.
La ciudad es la cabecera de facto del departamento Río Grande, ubicado dentro de la provincia, y la ciudad más poblada de la provincia de Tierra del Fuego, Antártida e Islas del Atlántico Sur, y, a su vez, la más poblada de toda la isla. 
Ostenta ser la ciudad netamente industrial más austral de Argentina y un fuerte polo económico que resulta trascendente dentro de la Economía de Argentina, ya que allí se llevan a cabo una gran cantidad de procesos industriales y tiene arraigadas un buen número de fábricas tanto nacionales como internacionales. La carta orgánica municipal fue sancionada el 30 de noviembre de 2006.
Es conocida por ser la capital nacional de la trucha y declarada en el año 2013 por el Gobierno argentino, mediante la ley nacional N.º 26.846, «Capital Nacional de la vigilia por la gloriosa gesta de Malvinas» en referencia a la guerra de las Malvinas. Por esto, desde el año 1984 durante la noche del 1° y la mañana del 2° de abril la población de Río Grande se reúne de manera espontánea a conmemorar la memoria de la "gloriosa gesta de Malvinas", enalteciendo el reclamo soberano por las Islas Malvinas y sus espacios marítimos circundantes.

## Límites
Los límites del ejido municipal de Río Grande están definidos en su carta orgánica:

Artículo 6.º.- Se ratifican los actuales límites del Municipio de Río Grande, delimitado al Oeste por el meridiano 68.º oeste; al Sur por el paralelo 54.º Sur y al Noreste por la costa del Mar Argentino, desde su intersección con el paralelo 54.º Sur hasta su intersección con el meridiano 68.º Oeste.
 Los actuales límites pueden ser ampliados pero no reducidos. El Municipio puede solicitar a la Legislatura Provincial la ampliación de los mismos.
 Dicha solicitud debe ser ordenada por Resolución aprobada por los dos tercios del Concejo Deliberante.
 El Municipio reivindica y reafirma su influencia sobre el Departamento Río Grande y su proyección sobre el Mar Argentino.

## Símbolos

### Escudo
En la Carta Orgánica de la ciudad, se establece el uso obligatorio del escudo en la documentación oficial, en vehículos afectados al uso público y en el frente de los edificios públicos.
En su parte superior se ve un sol naciente color oro, emblema que compone el Escudo nacional argentino; un gorro frigio, símbolo de la libertad; una cinta ondeante que separa el centro de su parte superior y tiene inscrita la leyenda «Municipalidad Río Grande Tierra del Fuego». En el cuadro central se ve un paisaje marino que simboliza la navegación y el comercio, fuente de prosperidad de la zona; una familia de pingüinos como símbolo de amor y de familia; en la parte inferior, como base, siete flechas y una rama de calafate que representan al natural de la zona, símbolo de auténtica nacionalidad, sostenidos por un lazo con los colores de la Bandera Argentina.
El escudo de la Municipalidad de Río Grande es obra de la artista plástica Venus Trinidad Videla. Fue solicitado durante la intendencia de René Albino Piñero y se eligió mediante votación en 1958.

### Bandera
El 2 de mayo de 1995 la Municipalidad llamó a concurso abierto para el diseño de la Bandera Municipal (decreto 229/95). El 27 de junio de 1996 por ordenanza N.º 809/96 se reconoce el diseño realizado por Margarita Martinovich de Vargas. Sin embargo en la Convención Constituyente Municipal realizada en 2006, ratificaron como único símbolo municipal al Escudo creado en 1958 por la artista plástica Venus Videla, por lo que la bandera no tiene uso oficial.

## Geografía física
Esta zona está formada por la estepa magallánica, relieve llano, lomas redondeadas y bajas, con poca vegetación arbórea, reemplazada por praderas de pasto, por efecto de los vientos imperantes y el clima semiárido.

### Zonas biogeográficas
Río Grande comparte las mismas que tiene toda la Isla Grande: Estepa magallánica, Ecotono y Cordillera.

#### Estepa magallánica
Desde el Estrecho de Magallanes hasta el sur del río Grande. Predominan las llanuras y mesetas recortadas, con pastizales xéricos y húmedos, donde domina el coirón; matorrales donde se ve la mata negra (Chiliortrichum); y murtillares. Otras especies que se pueden observar son la mata verde (Lepidophyllum) y la Salicornia ambigua. Las escasas precipitaciones impiden el desarrollo de un estrato arbóreo en la región.

#### Ecotonoo zona de transición
Comprende la parte central entre la estepa magallánica y la zona de la cordillera. Con pastizales y manchas boscosas con predominio del ñire, y hacia el sur comienza a verse la lenga.

#### Cordillera
El sur del departamento Río Grande está en una pequeña franja de la cordillera donde hay numerosos bosques y cursos de agua.

### Hidrografía
Los ríos y arroyos que recorren esta región en general son pequeños a excepción del río Grande que es el más extenso y caudaloso de la isla. Existen numerosas lagunas de poca profundidad. En algunas épocas surgen las lagunas voladoras, denominadas así porque se secan y sus sedimentos son levantados por los fuertes vientos de la región.

## Clima
El clima es frío moderado por el directo influjo oceánico y la escasa altitud, con vientos casi permanentes desde el cuadrante sudoeste que, normalmente, en verano y primavera suelen alcanzar ráfagas de 100 km/h; de acuerdo con la clasificación climática de Köppen-Geiger se cataloga como clima subpolar oceánico (Cfc), o como clima semifrío subhúmedo (C(E)x’) según la clasificación de Köppen-García.

### Temperatura
La temperatura promedio en enero (mes más cálido del verano austral) es de 10,9 °C, y la temperatura promedio de julio (mes más frío del invierno austral) es de −0,2 °C; la menor temperatura media mensual de una ciudad de la Argentina con estación meteorológica de la red SMN. El 5 de febrero de 2019 fue registrado la temperatura máxima histórica de 30,8 °C.El 19 de julio de 1984 fue registrado la temperatura mínima histórica de -22,2 °C.

### Precipitaciones
La variación de las precipitaciones va desde 250 mm en su extremo norte, hasta 400 mm en la ciudad de Río Grande. Los días nublados son habituales y las lluvias frecuentes, aunque breves en general. La nieve es poco abundante y de corta duración, con excepción de ingresos de frentes polares que provocan intensas nevadas con acumulación de nieve durante días, como sucedió en el invierno de 1995.

### Luz solar
Debido a la latitud, la variación estacional en cuanto al tiempo de luz solar es muy amplia: poco más de siete horas en el solsticio de invierno y un poco más de 17 horas en el solsticio de verano.

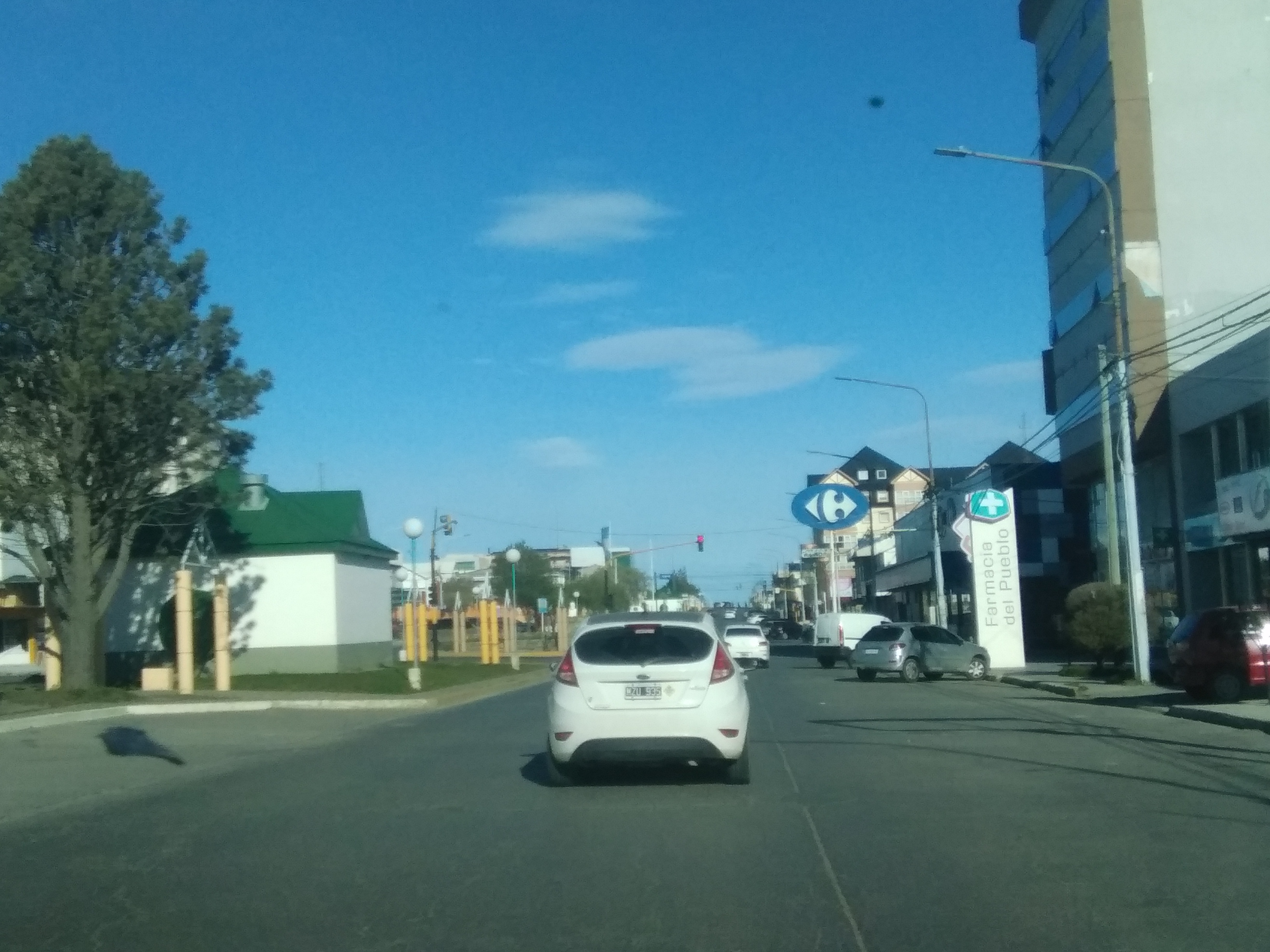
Sector de la ciudad con abundantes edificaciones bajas.

En los últimos años empezaron a aparecer edificaciones de altura en la ciudad

| Parámetros climáticos promedio de Río Grande B. A., 1991-2020 | Parámetros climáticos promedio de Río Grande B. A., 1991-2020 | Parámetros climáticos promedio de Río Grande B. A., 1991-2020 | Parámetros climáticos promedio de Río Grande B. A., 1991-2020 | Parámetros climáticos promedio de Río Grande B. A., 1991-2020 | Parámetros climáticos promedio de Río Grande B. A., 1991-2020 | Parámetros climáticos promedio de Río Grande B. A., 1991-2020 | Parámetros climáticos promedio de Río Grande B. A., 1991-2020 | Parámetros climáticos promedio de Río Grande B. A., 1991-2020 | Parámetros climáticos promedio de Río Grande B. A., 1991-2020 | Parámetros climáticos promedio de Río Grande B. A., 1991-2020 | Parámetros climáticos promedio de Río Grande B. A., 1991-2020 | Parámetros climáticos promedio de Río Grande B. A., 1991-2020 | Parámetros climáticos promedio de Río Grande B. A., 1991-2020 |
| Mes                                                           | Ene.                                                          | Feb.                                                          | Mar.                                                          | Abr.                                                          | May.                                                          | Jun.                                                          | Jul.                                                          | Ago.                                                          | Sep.                                                          | Oct.                                                          | Nov.                                                          | Dic.                                                          | Anual                                                         |
| ------------------------------------------------------------- | ------------------------------------------------------------- | ------------------------------------------------------------- | ------------------------------------------------------------- | ------------------------------------------------------------- | ------------------------------------------------------------- | ------------------------------------------------------------- | ------------------------------------------------------------- | ------------------------------------------------------------- | ------------------------------------------------------------- | ------------------------------------------------------------- | ------------------------------------------------------------- | ------------------------------------------------------------- | ------------------------------------------------------------- |
| Temp. máx. abs. (°C)                                          | 27.5                                                          | 30.8                                                          | 24.0                                                          | 22.7                                                          | 15.4                                                          | 13.5                                                          | 10.9                                                          | 12.8                                                          | 17.5                                                          | 20.3                                                          | 23.4                                                          | 23.0                                                          | 30.8                                                          |
| Temp. máx. media (°C)                                         | 16.0                                                          | 15.7                                                          | 13.6                                                          | 10.6                                                          | 6.8                                                           | 3.4                                                           | 3.2                                                           | 5.4                                                           | 8.2                                                           | 11.4                                                          | 13.4                                                          | 14.9                                                          | 10.2                                                          |
| Temp. media (°C)                                              | 11.0                                                          | 10.4                                                          | 8.4                                                           | 5.7                                                           | 2.9                                                           | 0.3                                                           | 0.1                                                           | 1.6                                                           | 3.6                                                           | 6.2                                                           | 8.5                                                           | 10.0                                                          | 5.7                                                           |
| Temp. mín. media (°C)                                         | 5.9                                                           | 5.5                                                           | 4.1                                                           | 1.8                                                           | -0.5                                                          | -2.8                                                          | -3.0                                                          | -1.4                                                          | -0.1                                                          | 1.6                                                           | 3.5                                                           | 4.9                                                           | 1.6                                                           |
| Temp. mín. abs. (°C)                                          | -2.3                                                          | -4.0                                                          | -8.2                                                          | -7.6                                                          | -12.0                                                         | -16.0                                                         | -20.0                                                         | -14.4                                                         | -9.4                                                          | -8.2                                                          | -5.4                                                          | -2.5                                                          | -20.0                                                         |
| Días de lluvias (≥ 0.1 mm)                                    | 11.4                                                          | 9.8                                                           | 10.2                                                          | 9.1                                                           | 8.6                                                           | 8.2                                                           | 8.1                                                           | 8.3                                                           | 8.2                                                           | 6.5                                                           | 8.5                                                           | 11.3                                                          | 108.2                                                         |
| Días de nevadas (≥ 0.1 cm)                                    | 0                                                             | 0                                                             | 0.3                                                           | 0.5                                                           | 1.1                                                           | 3.4                                                           | 4.2                                                           | 3.4                                                           | 2.3                                                           | 0.9                                                           | 0.2                                                           | 0.1                                                           | 16.4                                                          |
| Humedad relativa (%)                                          | 74.3                                                          | 76.4                                                          | 80.3                                                          | 84.0                                                          | 87.5                                                          | 89.1                                                          | 88.6                                                          | 86.3                                                          | 82.3                                                          | 76.5                                                          | 73.5                                                          | 73.4                                                          | 81.0                                                          |
| Fuente: Servicio Meteorológico Nacional                       |                                                               |                                                               |                                                               |                                                               |                                                               |                                                               |                                                               |                                                               |                                                               |                                                               |                                                               |                                                               |                                                               |

## Ecología

### Fauna
Avifauna: Gaviota cocinera, gaviota capucho café, gaviotín golondrina grande, cauquén común, cauquén costero, y el cauquén cabeza colorada, especie en amenaza de extinción, habita la zona norte de la Isla Grande, llegando también a sus costas. En esta reserva se distinguen dos zonas:
- Bahía San Sebastián es el sector más importante de la reserva. Alberga un 43 % de la población mundial de becasa de mar, y concentraciones de chorlo rojizo y el playerito rabadilla blanca.
- Costas frente a la ciudad, que también alberga poblaciones de ostrero austral, playerito unicolor o alas largas, playerito blanco, el chorlo trinador y el vuelvepiedras.

### Flor típica
- la flor típica de la provincia es la campanilla biflora (Olsynium biflorum).[10]

### Zonas protegidas

Reserva Costa Atlántica de Tierra del Fuego (RCATDF)

- «Reserva Costa Atlántica de Tierra del Fuego», creada por ley provincial N.º 415/98.

Son 220 km en la costa, desde cabo Nombre hasta la desembocadura del río Ewan.
En 1992 la zona fue incluida en la Red Hemisférica de Reservas para aves playeras. En 1995, fue designada “Humedal de Importancia Internacional” por la convención Ramsar.
- «Reserva Corazón de la Isla», creada por ley provincial N.º 494/00.

La reserva comprende la parte del lago Deseado ubicada en Argentina, todos los espejos y cursos de agua, islas e islotes de los lagos Chepelmut, Yehuin y Yakush.
El objetivo, entre otros, es proteger el paisaje y la diversidad biológica del área.

## Historia
Su núcleo histórico es un antiguo asentamiento selk'nam. En 1883 se establecieron sobre este asentamiento buscadores de oro que reconocían la jurisdicción argentina. Entre 1886 y 1887 Julio Popper recorrió la zona, y posteriormente publicó un proyecto de creación de un pueblo marítimo sobre el río Grande, pueblo que él denominó «Atlanta». El primer establecimiento formal en el ejido actual de Río Grande corresponde a la Misión Salesiana "Nuestra Señora de la Candelaria", fundada en 1893 e inicialmente instalada a unos 8 km de la desembocadura del río. Durante los siguientes años se establecería un destacamento de policía, y distintos establecimientos comerciales a la par del desarrollo ganadero de la zona. A partir de esta primera urbanización es que el 11 de julio de 1921 Hipólito Yrigoyen decreta la fundación oficial de la Colonia Agrícola y Pastoril de Río Grande.

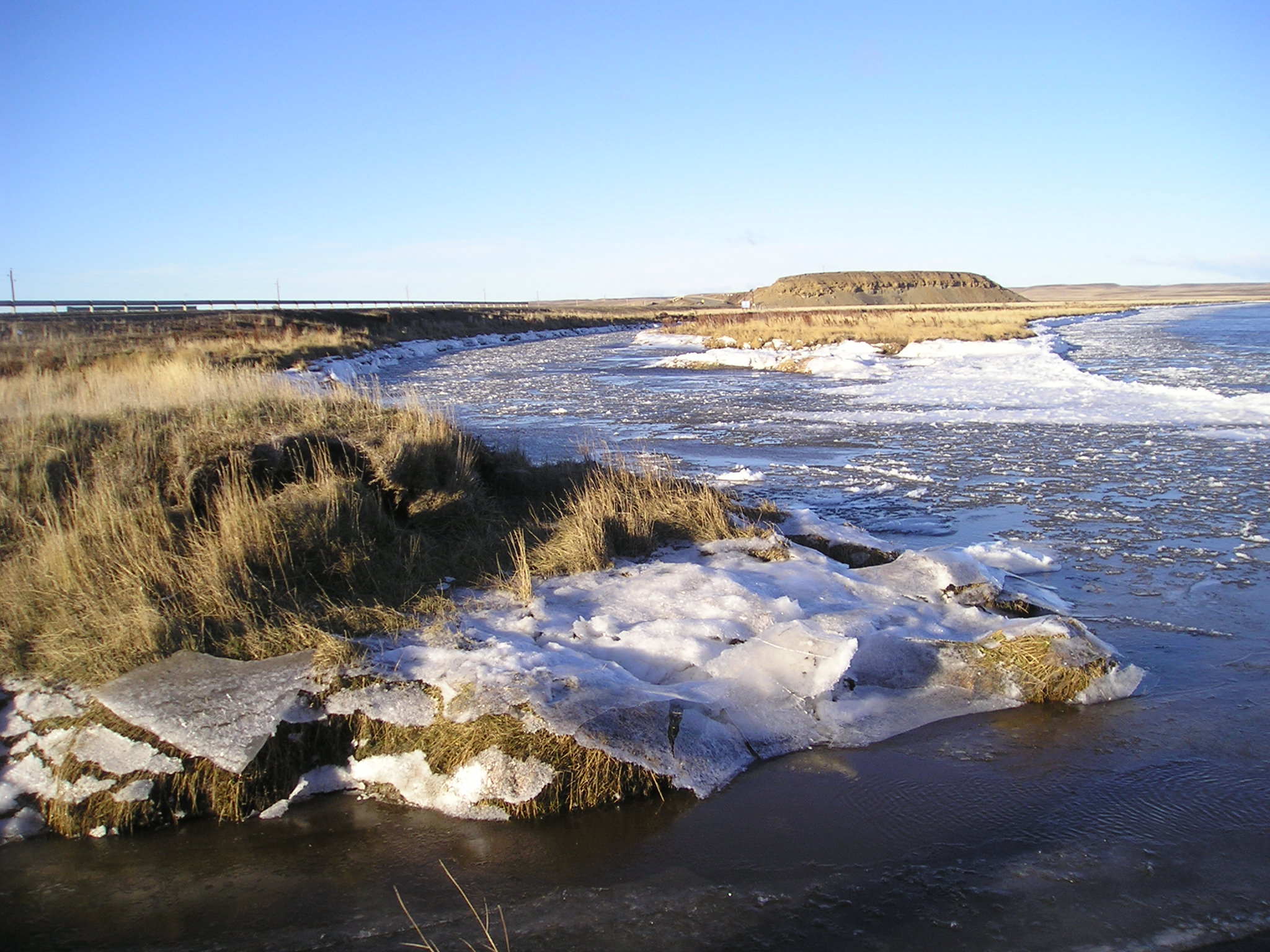
Parte del río Grande en invierno.

El decreto dictado por el Gobierno de Buenos Aires el 10 de junio de 1829 estableció la creación de la Comandancia Político Militar de las Islas Malvinas, incluyendo a las islas adyacentes al Cabo de Hornos en el Atlántico, término este que comprendía todas las islas conocidas hasta el momento en las proximidades de este, es decir las islas subantárticas y antárticas, donde el Comandante haría observar por la población las leyes del país y ejercería el poder de policía sobre la pesca de anfibios.
La Ley N.º 28 del 17 de octubre de 1862, dispuso que todos los territorios nacionales existentes fuera de los límites o posesión de las provincias sean nacionales, hasta entonces las provincias de Buenos Aires y de Mendoza mantenían pretensiones sobre los territorios patagónicos.
La Gobernación de la Patagonia es creada por la ley N.º 954, del 11 de octubre de 1878. Su territorio se extendía desde el límite fijado por la ley N.º 947 hasta el Cabo de Hornos. Su capital fue Mercedes de Patagones (hoy Viedma), el 21 de octubre fue designado su primer Gobernador, el Coronel Álvaro Barros, quien procedió a la inauguración oficial de la Gobernación el 2 de febrero de 1879.
En 16 de octubre de 1884 el Gobierno dictó la ley 1532 por la cual el extenso territorio patagónico se dividió en las gobernaciones de Río Negro, Neuquén, Chubut, Santa Cruz y Tierra del Fuego.
El 7 de diciembre de 1906, mediante un decreto del Presidente Figueroa Alcorta se nombran comisarios para las Islas Orcadas del Sur y resto de islas y tierras antárticas, bajo la dependencia de la Gobernación de Tierra del Fuego.
El 19 de mayo de 1909 se establecen por Decreto, la división administrativa de los entonces territorios nacionales, concretando los límites del Departamento Islas de los Estados (dependiente del Territorio de la Tierra del Fuego), comprende «las islas del mismo nombre y todas las otras que se encuentren en el Atlántico bajo la soberanía de derecho de la República Argentina».

## Ciudades hermanadas
- 2014.  Algeciras, España.[14] Por el reclamo de territorios ocupados por el Reino Unido. (Islas Malvinas y Peñón de Gibraltar).
- 2011.  Duque de Caxias, Brasil. Convenio internacional cultural.[15]
- 2009.  Timaukel, Chile. Convenio de cooperación en cultura, turismo y pasantías.[16]
- 2000.  Punta Arenas, Chile. Convenio para desarrollar actividades tendientes a promover y facilitar las relaciones entre organismos diversos.[17]
- 1998.  Colón, Panamá. Convenio de cooperación turística.[18]
- 1994.  Montevideo, Uruguay. Convenio de cooperación turística.[19]
- 1994.  Ubatuba, Brasil. Convenio de cooperación.[20]
- 1994.  Porvenir, Chile.

## Demografía
- Censo 1947: 1 401 habitantes.
- Censo 1966: 3 840 habitantes.
- Censo 1970: 7 754 habitantes.
- Censo 1980: 13 211 habitantes.
- Censo 1991: 38 137 habitantes.
- Censo 2001: 52 681 habitantes INDEC
- Censo 2010: 70 042 habitantes INDEC,[21] de los cuales 34.095 mujeres y 35.947 hombres.
- Censo 2022: 98 443 habitantes y 35 860 viviendas.[22] Esta cifra la volvió la octava población más grande de la Patagonia argentina.

| Evolución de la población de la población al año 2022. |
| |
| Fuente INDEC - Elaboración gráfica por Wikipedia - Río Grande, Tierra del Fuego AIAS, Argentina. https://www.indec.gob.ar/ftp/cuadros/poblacion/proy_1025_depto_tierra_del_fuego.xls |

La ciudad vivió a lo largo de su historia distintas explosiones demográficas que alteraron su población, como lo muestra su evolución en los distintos censos. Las razón del raudo crecimiento fue la migración interna desde el resto del país hacia la isla, en busca de trabajo dada la promulgación de la ley de Promoción Económica Nª 19.640 en 1972, año desde el cual se registra el explosivo crecimiento de la población, consecuencia de la instalación de fábricas en la ciudad; la expansión del turismo y el descubrimiento de nuevas áreas de explotación de hidrocarburos, provocaron que en la década de 1970 a 1980 casi se duplicara la población. Y en la década siguiente, entre 1980 a 1991 casi se triplicó. Sin embargo, se inició a partir del censo 2001 una tendencia opuesta, debido a que el crecimiento es inferior a los censos de 1970, 1980 y 1991, dando un resultado favorable aún, pero contrario a las expectativas, efecto generado tal vez, entre otros factores, a la gran crisis argentina; falta de políticas de incentivo económicas; menores nacimientos; envejecimiento progresivo, caída de migración e inmigración; privatizaciones, entre otros factores.
Aun así Río Grande continuaba siendo un polo de atracción laboral, y esto se acentuó aún más en los últimos años, con las nuevas políticas de crecimiento industrial, que llevaron a la recuperación económica.
Actualmente, la ciudad es una de las más pobladas del extremo austral y la más populosa de Tierra del Fuego (incluyendo la totalidad de la isla); superando aún a Ushuaia, la capital provincial.

## Política
Autoridades gubernamentales

### Presidentes de la Comisión de Fomento
- Período 18/11/28 al 30/07/46 - Francisco Bilbao.
- Período 31/07/46 al 15/08/46 - Mayor Víctor A. Grimaldi.
- Período 28/01/47 al 16/11/47 - Mayor Aristóbulo Duarte.
- Período 17/11/47 al 25/04/48 - Teniente Fragata Juan C. Kelli.
- Período 26/04/48 al 05/10/49 - Francisco Bilbao.
- Período 26/10/49 al 31/07/50 - Ernesto D. Martín.

### Comisionados municipales
- Período 01/08/50 al 14/03/56 - José A. Finocchio.
- Período 13/03/56 al 17/09/57 - Roberto Wilson.
- Período 18/09/57 al 24/08/59 - Rene Piñero.
- Período 25/08/59 al 25/02/60 - José Altuna.
- Período 26/02/60 al 17/11/60 - José Cabezas.
- Período 18/11/60 al 21/06/61 - Italo Viotti.
- Período 22/06/61 al 14/05/62 - Juan E. Dieguez.
- Período 15/05/62 al 23/05/63 - José A. Finocchio.
- Período 25/05/63 al 13/10/63 - Lisandro V. Canga. (interino)
- Período 14/10/63 al 28/06/64 - José A. Finocchio, Intendente Municipal.
- Período 29/06/64 al 03/04/65 - José Cabezas.
- Período 04/04/65 al 30/04/65 - Aníbal H. Allen.
- Período 01/05/65 al 27/06/66 - Roberto Wilson, Intendente Municipal.
- Período 28/06/66 al 15/09/66 - Capitán de Corbeta Patricio Boggan (interino).
- Período 16/09/66 al 27/07/67 - Roberto Wilson, Intendente Municipal.
- Período 28/07/67 al 11/09/69 - Aníbal H. Allen (interino).

### Intendentes
- Período 12/09/69 al 24/05/73 - Néstor Nogar.
- Período 25/05/73 al 23/03/76 - Alberto Vicente Ferrer.
- Período 24/03/76 al 27/04/76 - Capitán de Corbeta J. Saralegui (Interventor)
- Período 28/04/76 al 10/04/81 - Alberto Vicente Ferrer.
- Período 10/04/81 al 09/02/83 - Juan Carlos Apolinaire.
- Período 09/02/83 al 04/09/83 - Heraclio Lanza.
- Período 04/09/83 al 11/12/83 - Lucio Marcolini.
- Período 11/12/83 al 13/12/91 - Esteban "Chiquito" Martínez (Partido Justicialista), único intendente nacido en Tierra del Fuego, primer mandatario municipal en Democracia.
- Período 14/12/91 al 01/12/99 - Mario Jorge Colazo (Unión Cívica Radical).
- Período 01/12/99 al 14/12/11 - Jorge Martín (Unión Cívica Radical).
- Período 14/12/11 al 10/12/15 - Gustavo Melella (Unión Cívica Radical).
- Período 11/12/15 al 10/12/19 - Gustavo Melella (Reelegido como intendente para el período 2015-2019 por Concentración política FORJA en elecciones democráticas el 21 de junio de 2015).
- Período 11/12/19 a la fecha - Martín Pérez (Partido Justicialista).

## Economía

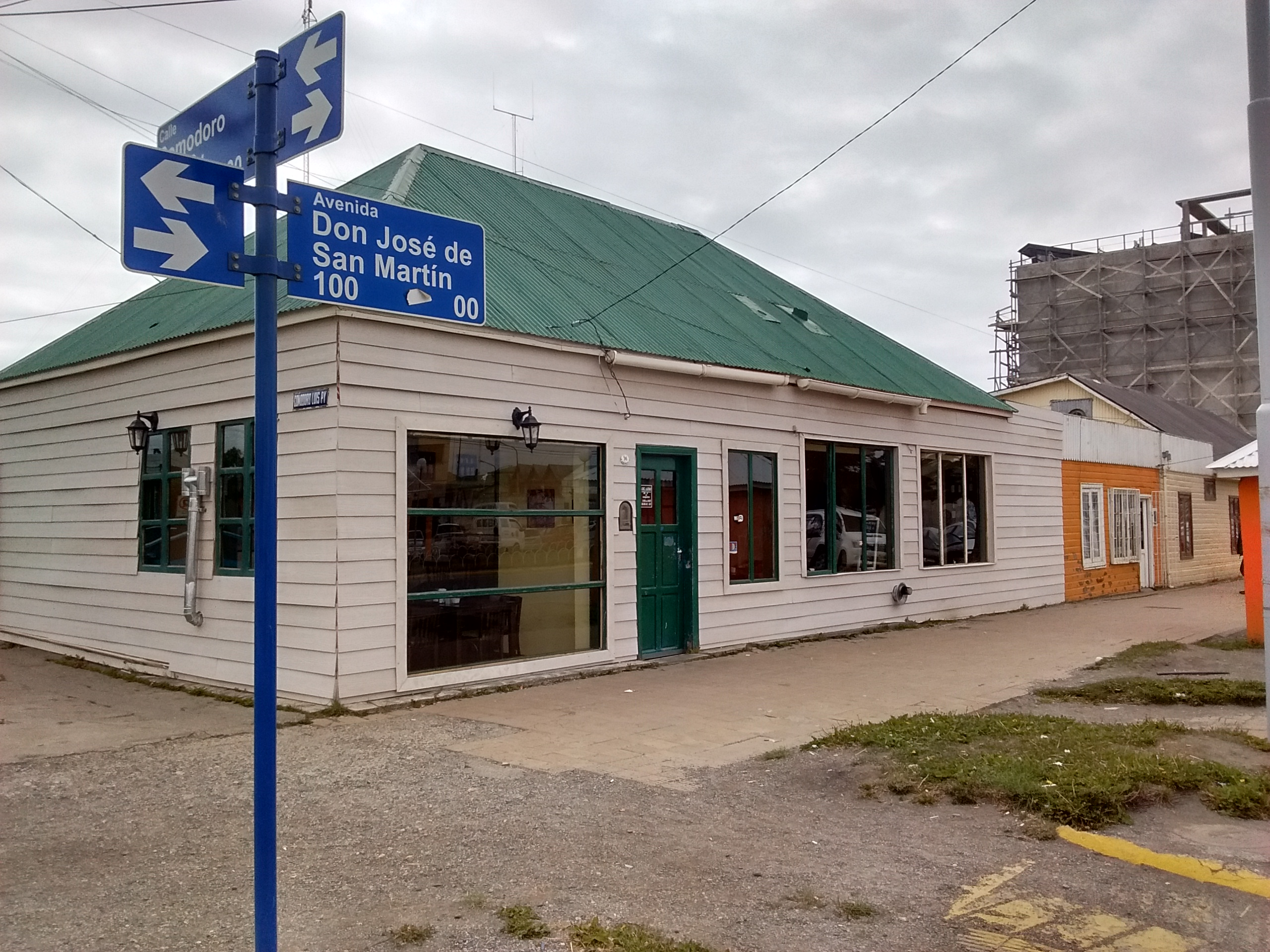
Casa antigua de Río Grande

El territorio de su entorno es de estepas con gramíneas en las que prospera el ganado ovino, aunque también se encuentra ganado vacuno, equino y porcino. La presencia de esta importante cabaña ganadera ha facilitado la creación de una incipiente industria láctea, frigorífica y lanera, así como laboratorios de inseminación artificial.
La ciudad basa su economía, desde su nacimiento, en la ganadería ovina, que se desarrolla en su zona de influencia. De hecho en la margen sur del río Grande se instaló un frigorífico desde 1908, que fue propiedad de las familias Menéndez y Braun, precursores de la ganadería en el extremo austral, donde se faenaba la producción local de ovinos, principalmente destinado a la exportación. Instalaciones que funcionaron plenamente hasta entrados los años 70, bajo la administración de sus nuevos propietarios, la (Corporación Argentina de Productores) C.A.P que adquirió el frigorífico en 1941.
En la década del '50, adquiere gran importancia la explotación de hidrocarburos, principalmente gas y petróleo. Esto genera un crecimiento en la economía local por los servicios accesorios y la mano de obra que demandaba la floreciente industria.

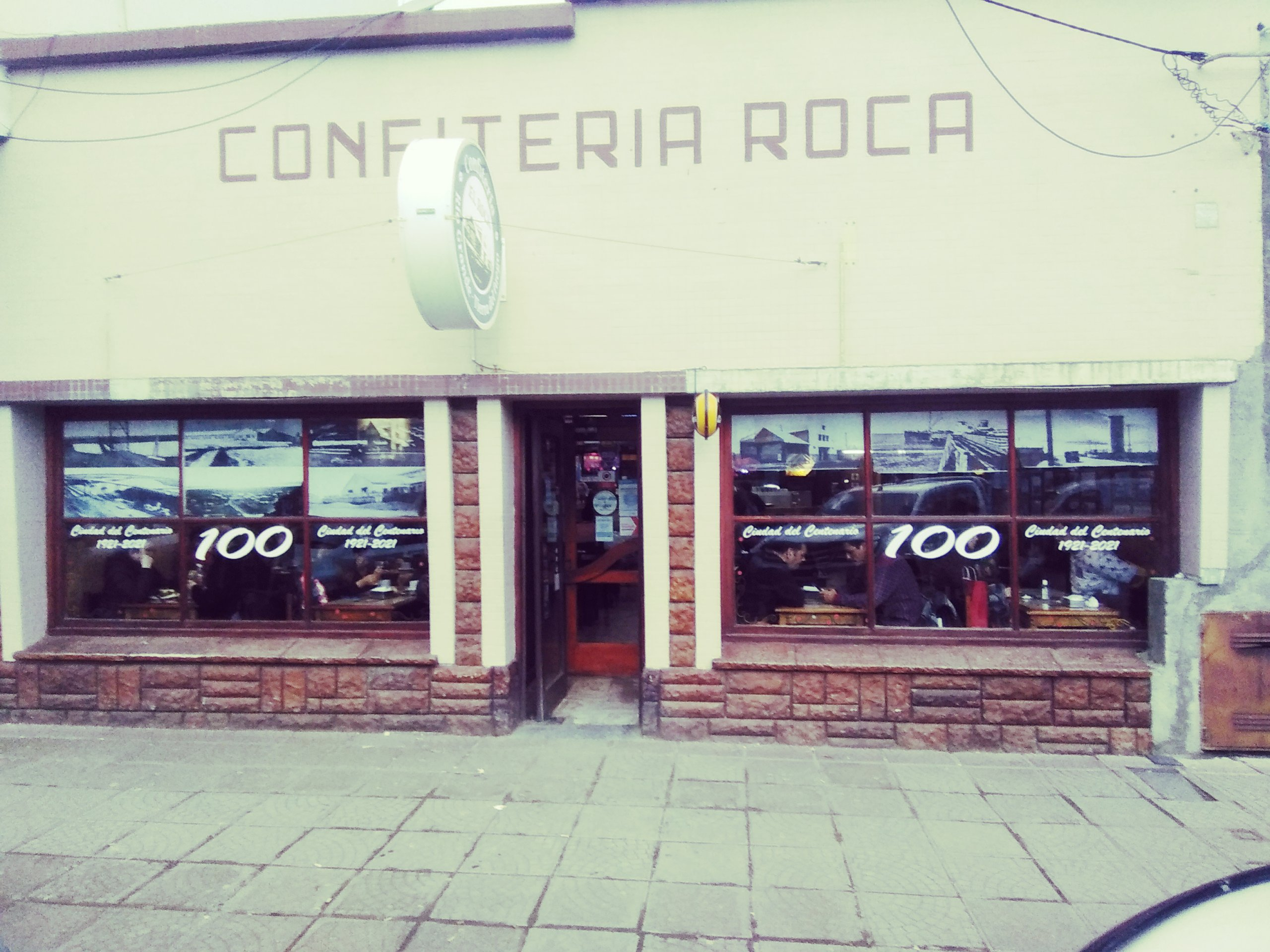
Confitería "Roca"

En 1972 un decreto del Poder Ejecutivo Nacional, inaugura la promoción industrial en la isla, mediante la Ley N.º 19.640, que entre otros factores como el poblamiento argentino, contribuía a beneficios impositivos para la radicación de la industria fabril. Entre 1980 y 1990, Río Grande registró un notable desarrollo demográfico y económico, merced a la creación del polo de desarrollo industrial. Pero la llamada "apertura económica" de la década del '90 del siglo XX en Argentina, resultó en que gran parte de las fábricas de artículos electrónicos y electrodomésticos, en su mayoría del tipo PyME (Pequeña y Mediana Empresa) debieran cerrar ante la competencia masiva de productos importados. A partir de 1995, eso derivó en la caída de poder adquisitivo de la población y cierre de fuentes de empleo, generando una importante emigración, así como un visible estancamiento del desarrollo urbano. Sin embargo a comienzos del siglo XXI, repuntó nuevamente la actividad fabril, radicándose nuevamente numerosas firmas fabricantes de productos electrónicos, generando así una fuerte demanda de empleo, que atrajo una nueva oleada de migración interna desde el resto del país. En la actualidad, las fuentes de empleo, no estatal, están encabezadas por la industria fabril y la actividad petrolera desarrollada en cercanías de la ciudad donde existen importantes yacimientos de gas natural y petróleo, correspondientes a la cuenca austral.

## Servicios

### Agua potable
La potabilización del agua en Río Grande se realiza en la Planta denominada el Tropezón. La misma fue fundada en la década de 1980.

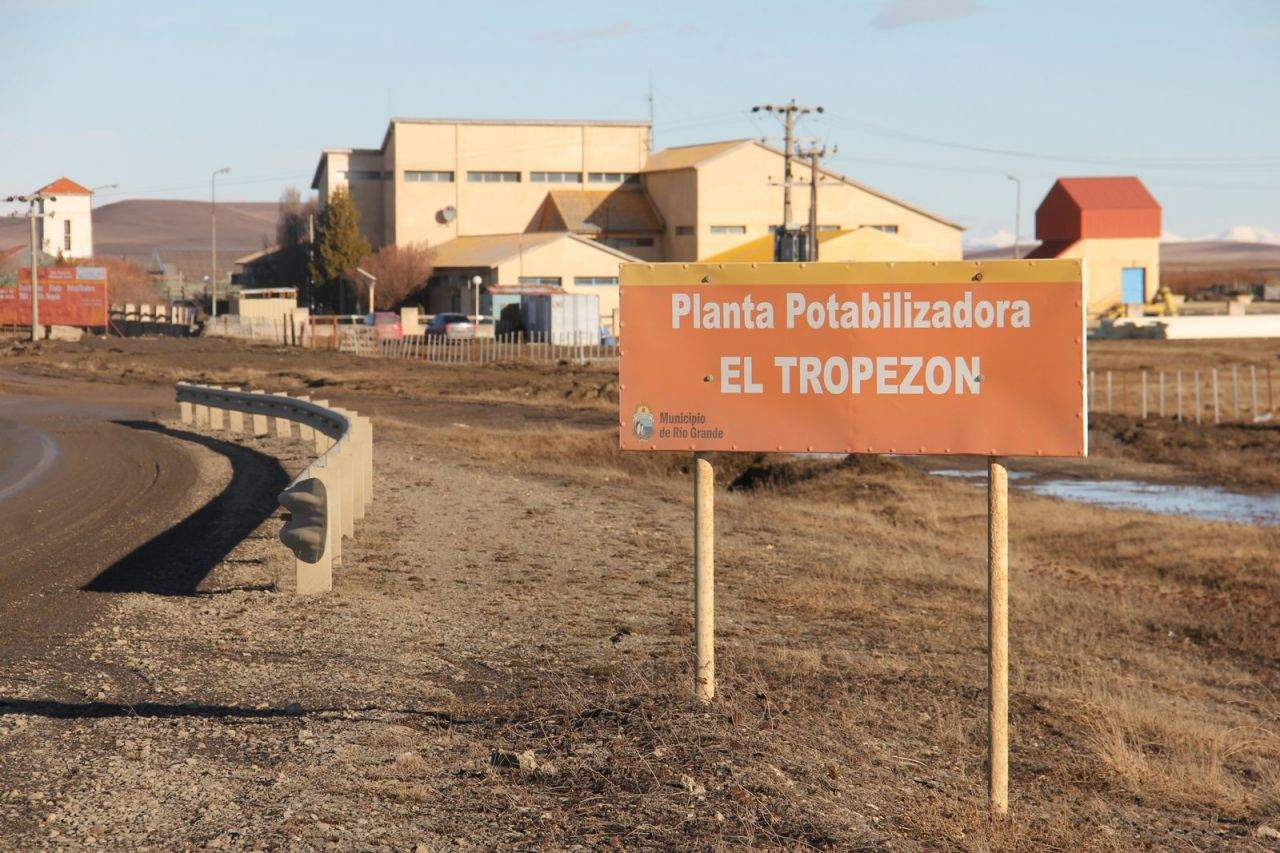
Planta potabilizadora de Río Grande, Tierra del Fuego

El proceso de potabilización comienza a 3 km de la planta con la primera etapa que es la  toma de agua del Río a través de bombas impulsoras. El agua cruda del Río viene solo con contaminantes naturales.
Posteriormente ingresa por gravedad a la planta, donde se le inyecta un coagulante denominado sulfato de aluminio para formar los flóculos y acelerar el proceso de decantación. La planta tiene una infraestructura formada por cinco decantadores con una capacidad de decantar 210 m³ de agua por hora. Posteriormente el agua sin los flóculos se filtra y los fangos se devuelven al Río Grande.
Al agua filtrada  se le realiza una inyección de cal para neutralizar la acidez del coagulante antes de pasar a la zona de reserva donde también se le  inyecta el cloro y flúor antes de la distribución. El agua sale de la planta hacia cuatro sectores de rebombeo ubicados en chacra 13, chacra 2, barrio Austral y centro. Desde allí se distribuye a cada hogar.
El laboratorio analiza la parte físico-química y bacteriológica del agua buscando índices de contaminación del agua. Los controles se realizan antes, durante y después del proceso de potabilización.
La planta funciona con personal de la Municipalidad  local, que trabaja en tres turnos garantizando la potabilización de 1171 m³ por hora para toda la ciudad.

### Transportes
- Vía terrestre por Ruta Nacional N.º 3, es necesario el paso por la República de Chile y el cruce por vía marítima sobre el Estrecho de Magallanes que une el continente (provincia de Santa Cruz) con la isla de Tierra del Fuego.
- Vía marítima arribando al puerto de Ushuaia. La obra puerto Caleta La Misión en las cercanías de la ciudad fue iniciada en 1997 y abandonada en 1998, nunca fue terminada y la provincia se encuentra en juicio con la firma Ormas-Andrade Gutiérrez U.T.E. desde esa fecha.
- Vía aérea desde la ciudad de Buenos Aires a través de vuelos diarios de la compañía de bandera y otras, con destino al Aeropuerto Internacional Gobernador Ramón Trejo Noel (RGA) o en su defecto al Aeropuerto de Ushuaia, posterior traslado vía terrestre por buses de línea regular entre ambas ciudades.

#### Urbano de pasajeros
La siguiente tabla muestra las líneas de colectivos de Río Grande y sus alrededores:

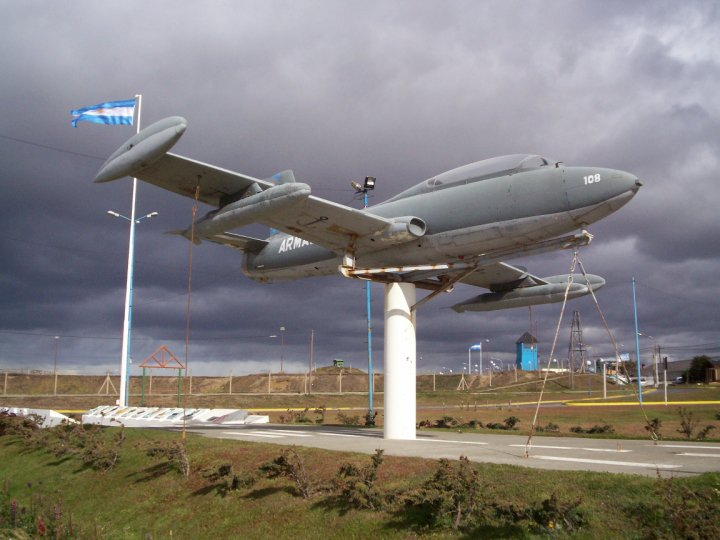
Escuadrón Militar de Río Grande.

| Línea | Empresa propietaria | Cabeceras                       | Recorrido |
| ----- | ------------------- | ------------------------------- | --- |
| A     | Citybus SRL         | - Barrio Austral - Chacra XIII  | Barrio Austral, Puente General Mosconi, Barrio AGP, Centro, Hospital, Cementerio, Chacra XIII, Chacra XI, Barrio Aeropuerto, Hospital, Centro, Barrio AGP, Puente General Mosconi, Barrio Austral.           |
| B     | Citybus SRL         | - Chacra IV - Parque Industrial | Chacra IV, Chacra II, Centro, Hospital, Barrio Perón, Barrio Intevu, Barrio Perón, Hospital, Centro, Chacra II, Chacra IV.                                                                                   |
| C     | Citybus SRL         | - Barrio Austral - Chacra II    | Barrio Austral, Puente General Mosconi, Barrio AGP, Centro, Hospital, Barrio Mutual, Chacra II, Barrio Mutual, Hospital, Centro, Barrio AGP, Puente General Mosconi, Barrio Austral.                         |
| D     | Citybus SRL         | - Misión Salesiana - Mutual     | Desde Misión Salesiana, Ruta Nacional 3, Av. Prefectura Naval Argentina, Provincias Unidas, Pioneros Fueguinos, Aeroposta Argentina, Av. Prefectura Naval Argentina, Ruta Nacional 3 hasta Misión Salesiana. |

### Aeropuerto
El Aeropuerto Internacional Gob. Ramón Trejo Noel de Río Grande se ubica a 5 km al noroeste del centro de la ciudad. Remodelado a partir del siglo XXI, puede recibir gran cantidad de pasajeros. Posee una superficie de 3250 metros cuadrados y sala vip. Con capacidad para albergar 237 vehículos en una superficie de 6900 m². Antes de las remodelaciones, inauguradas en enero de 2008, sólo había 100 lugares para estacionar. Su pista de aterrizaje/despegue mide 2200 metros de largo.

## Internet
- Movistar
- TV Fuego

## Medios de comunicación

### Radial
AM y FM:
- LRA24 Radio Nacional Río Grande: en sus frecuencias 640 AM y 88.1 FM. (Inaugurada el 28 de abril de 1973. Antes de esa fecha, entre 1963 y 1973 transmitía la Radio Misión Salesiana en horario reducido)

FM:
- FM Impacto 95.1
- FM Líder FM 104.1
- Aire Libre FM 96.3
- Compromiso FM 99.9
- Radio Frecuencia Play FM 91.9
- Metro TDF 98.7 FM
- Radio Rivadavia Río Grande 90.1 FM
- Estación del Siglo FM 105.3
- Stylo FM 101.1
- Ritual FM 103.7
- La 97 Radio Fueguina FM 96.9
- Radio María Río Grande 101.5 FM
- Red Aleluya Río Grande 94.1 FM
- Atlantica Del Sur 93.1 FM
- Cadena 3 Río Grande 102.5 FM
- Cadena Heat Río Grande 102.1 FM
- La Isla FM 100.3
- Radio M FM 92.3
- La Tecno FM 93.5, perteneciente a la UTN
- Radio Urbana FM 98.5
- Radio de la UNTDF FM 106.9 https://www.untdf.edu.ar/radioenvivo https://untdf.edu.ar/

### Televisión

#### Abierta
- LU88 TV Canal 13 de Río Grande, perteneciente al Estado Provincial.
- Repetidora de LS 82 TV Canal 7.

#### Privada
- TV Fuego, Empresa de capital privado fundada el 15 de febrero de 1985 con oferta de señales Nacionales e Internacionales y los canales 2 y 3, exclusivos de programación local y noticias. Esta empresa también provee un servicio de TV Digital y 55 señales en HD (Dibox) adicionales al servicio básico.

Actualmente incorporo la plataforma ClickTV, con 118 Canales que transmiten en vivo mediante IPTV. También ofrece Internet de alta velocidad por Fibra Óptica y telefonía digital.
- DIRECTV, Servicio de Televisión por Satélite.

### Gráficos
- Diario El Sureño
- Diario Tiempo Fueguino.
- Diario Provincia 23

## Urbanismo

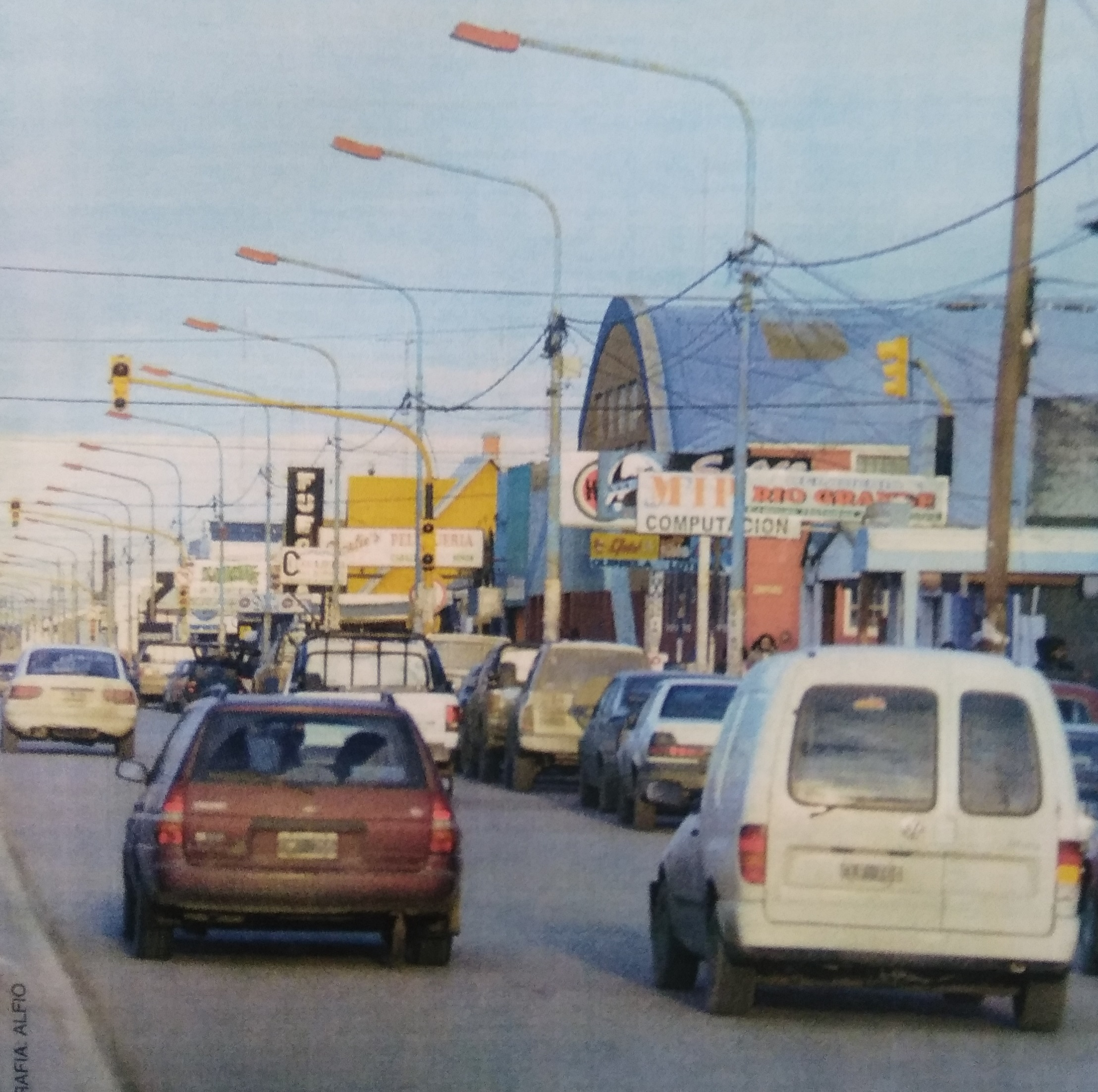
Vista panorámica antigua de la avenida Perito Moreno

El centro de la ciudad, el casco viejo, se localiza en la margen izquierda o septentrional del río, mientras que en la margen opuesta, cruzando el río Grande, se extienden populosos barrios, zona conocida como "Margen Sur". Allí se encuentran varios barrios que se iniciaron como asentamientos poblacionales, cuya característica son las viviendas precarias sin servicios públicos esenciales, construidas sobre tierras fiscales, ocupadas mayormente por los nuevos pobladores arribados desde distintos puntos del país, luego de la crisis argentina del 2001. Estos asentamientos comenzaron a formarse en el año 2006. surgidos por el natural crecimiento de la ciudad.

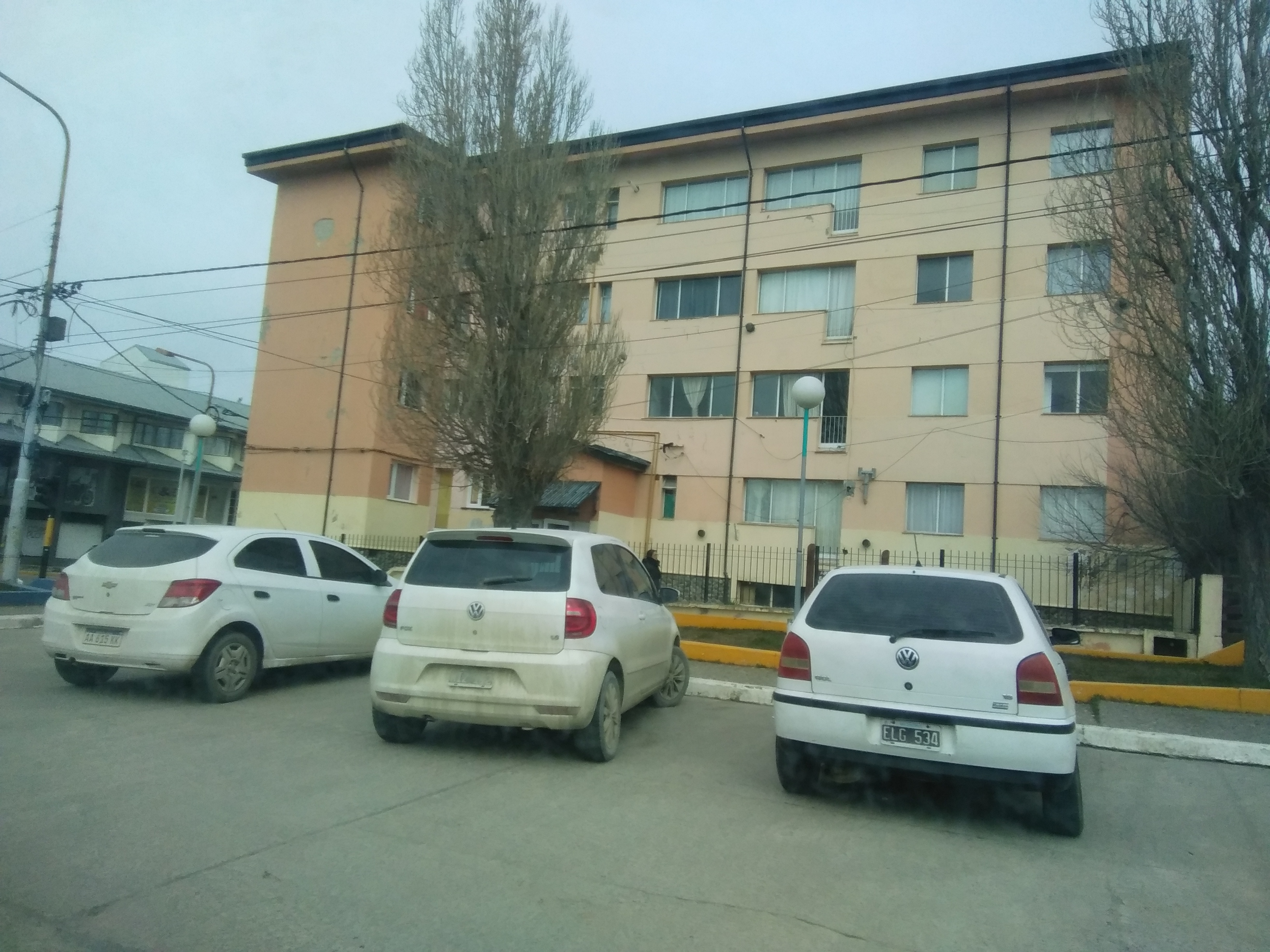
Primer edificio de apartamentos de Río Grande, ubicado en la esquina de San Martín y Thorne

Por el contrario, hacia el norte, se encuentran barrios residenciales que, como correlato de la edificación, han aumentado su valor. Entre ellos se puede mencionar a Altos de la Estancia y Las Barrancas.

### Pública

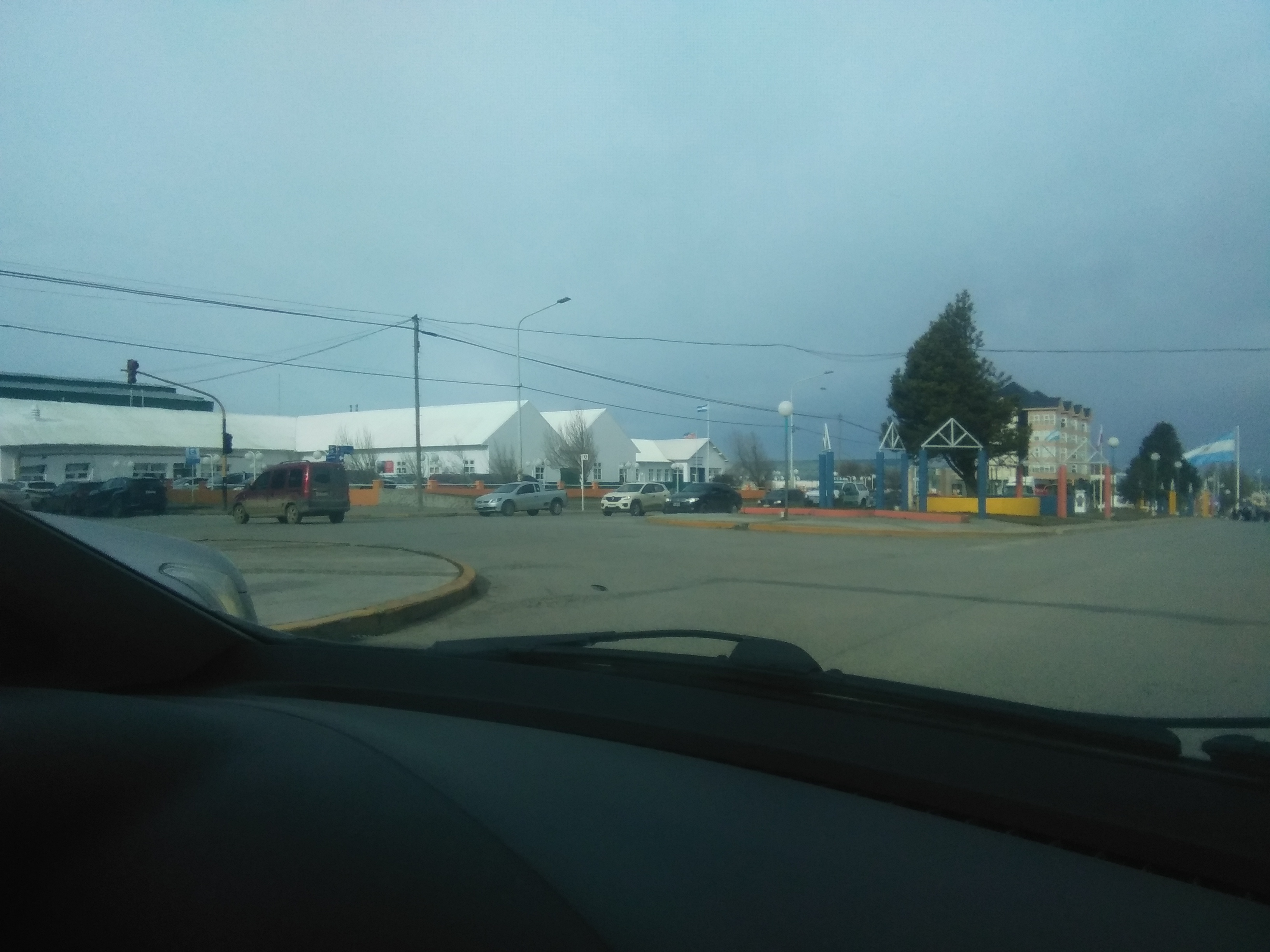
Edificio de la Escuela Provincial N°2 "Benjamín Zorrilla"

## Educación

### Inicial
- Jardín de Infantes N.º 1 "La Calesita Encantada"
- Jardín de Infantes N.º 3 "Mundo de Colores"
- Jardín de Infantes N.º 4 "Arco Iris"
- Jardín de Infantes N.º 5 "Tol Olejce" (Corazón manso/corazón tierno)
- Jardín de Infantes N.º 6 "Crecer Jugando"
- Jardín de Infantes N.º 9 "Tutu Maramba"
- Jardín de Infantes N.º 11 "Chepa'Chen" (Golondrinas)
- Jardín de Infantes N.º 12 "Payasos, globos y chupetines"
- Jardín de Infantes N.º 16 "Raíces y Alas"
- Jardín de Infantes N.º 17 "Olas de Fantasía"
- Jardín de Infantes N.º 21 "Días de Magia"
- Jardín de Infantes N.º 22 "Huellitas Fueguinas"
- Jardín de Infantes N.º 25 "Brisitas del Sur"
- Jardín de Infantes N.º 26 "Tejiendo Sueños"
- Jardín de Infantes N.º 27 "Botecito de Papel"

#### Primaria
- Escuela Provincial N.º 2 - "Dr. Benjamín Zorrilla".
- Escuela Provincial N.º 4 - "Remolcador A.R.A. Guaraní".
- Escuela Provincial N.º 7 - "El Abrazo De Maipú".
- Escuela Provincial N.º 8 - "General José de San Martín".
- Escuela Provincial N.º 10 - "General Manuel Belgrano".
- Escuela Provincial N.º 14 - "Solidaridad Latinoamericana".
- Escuela Provincial N.º 19 - "Primera Legislatura.
- Escuela Provincial N.º 20 - "Angela Loij".
- Escuela Provincial N.º 21 - "Provincias Unidas".
- Escuela Provincial N.º 23 - "Organización de los Estados Americanos".
- Escuela Provincial N.º 26 - "Senadores Fueguinos".
- Escuela Provincial N.º 27 - "Kar-Yen".
- Escuela Provincial N.º 32 - "Iyu" (Que deja huella).
- Escuela Provincial N.º 35 - "Jorge Luis Borges".
- Escuela Provincial N.º 42 - "Gabriela Mistral".
- Escuela Provincial N.º 43 - "Héroes de Malvinas".
- Escuela Provincial N° 44 - "Valientes de Malvinas".
- Escuela Provincial N° 46 - "Gral. Martín Miguel de Güemes".
- Escuela Provincial para Adolescentes y Adultos N° 2 "Wikam"

#### Especial
- Centro de Educación Permanente para Jóvenes y Adultos con Discapacitad (C.E.P.J.A.D.).
- Centro de Actividades Alternativas para Discapacitados (C.A.A.D.).
- Centro Terapéutico Educativo (C.T.E.).
- Escuela de Integración Especial (E.D.E.I.).
- Escuela Especial N° 2 "Casita de Luz".
- Escuela Especial N° 3 "Integración Plena".

#### Secundaria
- Centro Polivalente de Arte "Prof. Diana Cotorruelo".
- Colegio Provincial "Alicia Moreau de Justo" (Ex Comercio N° 3).
- Colegio Provincial "Antártida Argentina".
- Colegio Provincial "Cmte. Luis Piedrabuena" (Ex Comercio N° 1).
- Colegio Provincial de Educación Tecnológica (C.P.E.T.) Río Grande "Ing. Fabio Carlos Reiss".
- Colegio Provincial "Dr. Ernesto Guevara".
- Colegio Provincial "Dr. Esteban Laureano Maradona".
- Colegio Provincial "Dr. René Favaloro".
- Colegio Provincial Haspen "Prof. Luis Adán Felippa Coronel".
- Colegio Provincial "Padre Zink".
- Colegio Provincial "Soberanía Nacional" (Ex Comercio N° 2).
- Centro Educativo de Nivel Secundario N° 1.
- Centro Educativo de Nivel Secundario N° 18.
- Centro Educativo de Nivel Secundario N° 28.

#### Terciaria
- Centro Educativo de Nivel Terciario (C.E.N.T.) N° 35 "Profesor José Julián Godoy".
- Escuela Superior de Policía.
- Instituto Provincial de Educación Superior (I.P.E.S.) "Paulo Freire".

#### Universitaria
- Sede Río Grande de la Universidad Nacional de Tierra del Fuego, Antártida e Islas del Atlántico Sur.
- Facultad Regional Tierra del Fuego de la Universidad Tecnológica Nacional.

### Privada

#### Inicial, primaria y secundaria
- Escuela Austral de Enseñanza Bilingüe (E.A.D.E.B.).
- Escuela del Cono Sur.
- Escuela Modelo Educación Integral (E.M.E.I.).
- Escuela Privada de Educación Integral Marina (E.P.E.I.M.).
- Instituto María Auxiliadora.
- Instituto Salesiano "Don Bosco".
- Juvenil Instituto Fueguino (J.I.F.).

#### Primaria y secundaria
- Colegio Integral de Educación Río Grande (C.I.E.R.G.).
- Instituto República Argentina.

#### Secundaria
- Escuela Agrotécnica Salesiana "Nuestra Señora de la Candelaria".

#### Terciaria
- Instituto Salesiano de Estudios Superiores (I.S.E.S.) Río Grande.
- Instituto Superior del Profesorado Río Grande.

#### Universitaria
- Sede Río Grande de la Universidad de Ciencias Empresariales y Sociales (UCES).
- Sede CAU Río Grande de la Universidad Siglo 21.
- Universidad Nacional de Tierra del Fuego, Antártida e Islas del Atlántico Sur (UNTDF) Sede Río Grande https://untdf.edu.ar/

## Cultura

### Museos

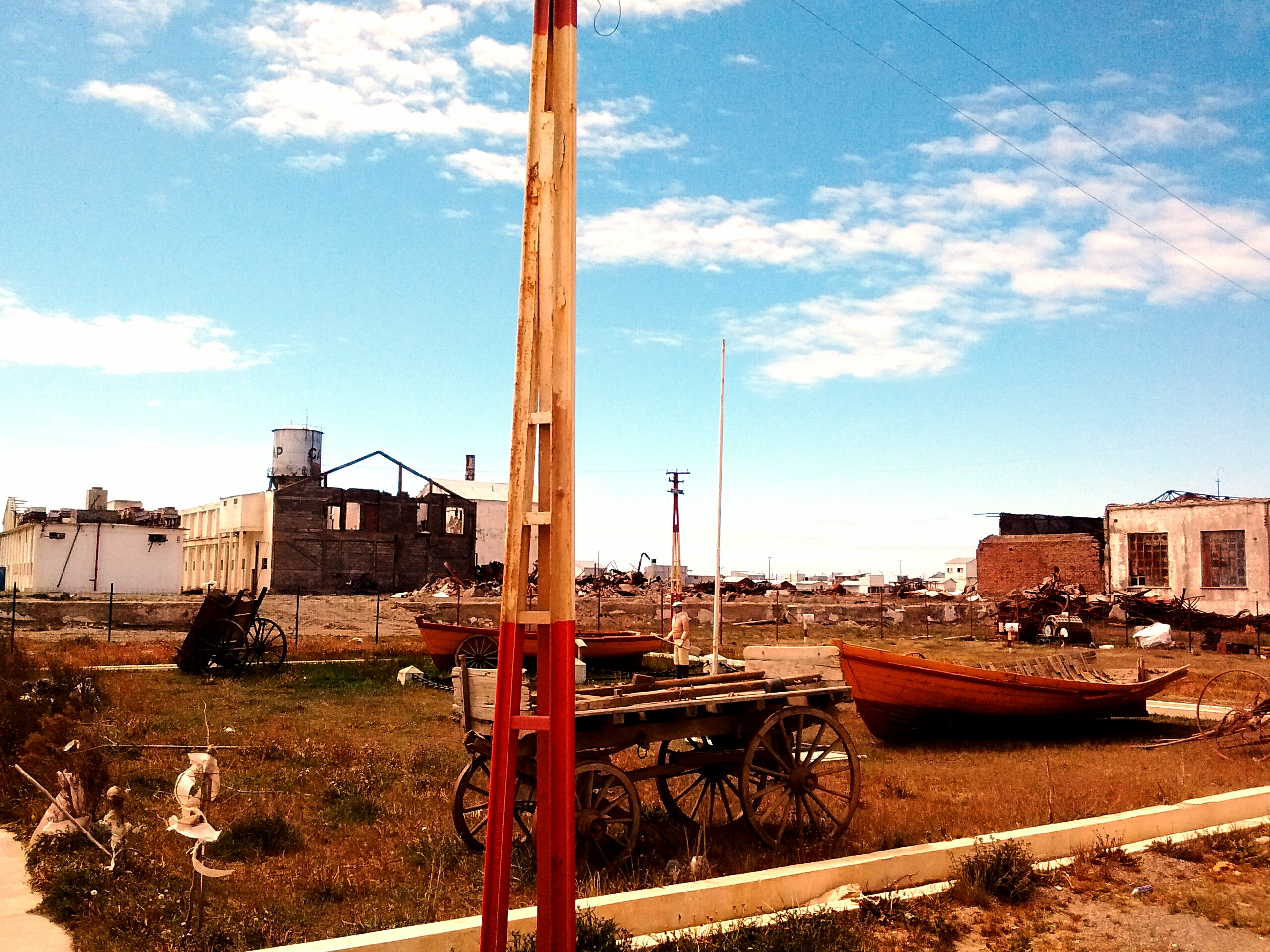
CAP hoy museo

- Museo Virginia Choquintel: lleva el nombre de una descendiente de la etnia selk'nam. Contiene variada información sobre la historia del lugar, las industrias, elementos y documentos de la historia contemporánea, sectores dedicados a la fauna y la flora, posee una sala de arte, un microcine que exhibe documentales históricos y una biblioteca rica en bibliografía de Tierra del Fuego. Fue inaugurado en 1992, ubicado en la calle Alberdi 555.
- Museo Regional Monseñor Fagnano: ubicado en la Misión Salesiana. Conserva la historia de la fundación de la Orden de Don Bosco hasta la fundación de la Misión Nuestra Señora de la Candelaria. Cuenta con material antropológico de las etnias fueguinas, los Onas y los Yámanas. El museo está compuesto por tres edificios antiguos,  exhibición al aire libre de antiguos elementos de laboreo, y el Museo de Ciencias Naturales "Monseñor Fagnano".

Los edificios históricos, declarados Monumento Histórico Nacional son: La Capilla, inaugurada en 1899, el dormitorio de los indígenas y la casa de las niñas, atendida por las Hijas de María Auxiliadora, correspondientes a la Misión Salesiana (Dto Nº2087/83). El cementerio de la Misión Salesiana (ubicado sobre la margen este de la RN N.º 3)(Dto N.º 64/99).
El ex frigorífico CAP (Dto N.º 64/99) y los edificios del casco de la Estancia María Behety (Dto N.º 64/99).

### Otros sitios de interés histórico
- Puente Colgante sobre el río Grande, en cercanías del Cerro del Águila, databa de 1918 pero quedó totalmente destruido por la falta de mantenimiento y el temporal el 5 de agosto de 2011, su construcción fue encargada por el pionero ganadero José María Menéndez Menéndez, dueño en ese entonces de la Primera y Segunda Argentina, grandes establecimientos ganaderos que hoy llevan su nombre y el de su esposa: Estancia José Menéndez y Estancia María Behety. El puente sirvió de unión entre ambas márgenes del río, dado que sobre margen sur se hallaba el frigorífico en el cual se faenaba la producción ovina de esas estancias. En agosto de 2011 sufrió daños por un fuerte temporal.[26]
- Complejo C.A.P., sobre la margen sur del río Grande, cuyas primeras instalaciones datan de 1908, en que los pioneros Menéndez y Braun instalan el primer frigorífico que en 1941 sería comprado por la Corporación Argentina de Productores (C.A.P.). Funcionó plenamente hasta entrados los años 70`s. Desde el muelle primitivo, distintas unidades de la flota de buques de la Compañía Juan Peisci, bautizadas "Lucho", trasladaban los embarques de carne hacia los denominados "buques caponeros" que aguardaban en altamar, para seguir camino a Europa donde se vendía el producto fueguino.

Lamentablemente el 25 de octubre de 2013 este complejo fue reducido por las llamas.
- Antiguo Juzgado de Paz, edificio de típica arquitectura patagónica de inicios del siglo XX, sobre Avenida San Martín entre calles Espora y 9 de Julio.
- Churrasquería La Querencia, típica casa residencial de inicios del siglo XX, en la intersección de las calles Moyano y Espora, casona declarada patrimonio histórico municipal en 1990.

### Esculturas en el radio urbano
- Botero, en margen sur del río Grande, barrio CAP. Estatua propia  en homenaje a quienes realizaban el transporte en bote de peatones, desde la margen norte a la margen sur del río Grande, optativo al cruce por el puente colgante y cuando aún no existía el puente Enrique Mosconi, inaugurado en 1981.
- Caídos en Malvinas, sobre ruta nacional N.º 3, acceso a la ciudad. Se trata de un grupo escultórico en homenaje a los soldados argentinos, y sus perros, que combatieron en el episodio bélico de 1982, denominado guerra de las Malvinas, conflicto por la posesión de esas islas australes ocupadas por el Reino Unido de Gran Bretaña. Asimismo cabe señalar que Río Grande, fue escenario de los hechos históricos, conocidos como Operación Mikado.
- Cartero, sobre vereda norte de calle Rivadavia, entre calles Alberdi y Moyano, junto a puerta de ingreso al edificio de Correo. Es una estatua propia en homenaje al noble oficio de la distribución de noticias postales.
- General José de San Martín, en la intersección de las Avenidas Belgrano y San Martín. Consiste en una estatua del Libertador de América y Padre de la Patria, en traje militar y portando sable en flanco izquierdo, dirigiendo la vista en dirección norte, escultura realizada por el escultor Juan Carlos Ferraro.[27]
- Homenaje a José Luis Cabezas, en el barrio chacra II, específicamente en la intersección entre calles Berta Weber y Cabo de Hornos. La escultura consta de una mano sosteniendo una cámara de fotos en homenaje al reportero gráfico y fotógrafo José Luis Cabezas, asesinado en 1997, quien se convirtiera en "emblema de la lucha de la prensa argentina en pos de la libertad de expresión".
- Juan Bautista Alberdi, en plazoleta sobre Avenida Belgrano y calle Alberdi. Busto de Juan Bautista Alberdi, destacado político e intelectual argentino.
- La Trucha, sobre ruta nacional N.º 3, acceso al aeropuerto. Río Grande es conocida como capital de la pesca deportiva de trucha, de las variedades marrón y arco iris.
- Ovejero fueguino, sobre ruta nacional N.º 3, acceso a la ciudad. Representa un piño de ovejas, el jinete a caballo representa al ovejero, acompañado de sus infaltables perros.
- Ramón Trejo, en plazoleta sobre Avenida San Martín y calle 9 de Julio. Busto de Ramón Alberto Trejo Noel, primer gobernador en Democracia del entonces Territorio Nacional de Tierra del Fuego, Antártida e Islas del Atlántico Sud.

### Instalaciones culturales

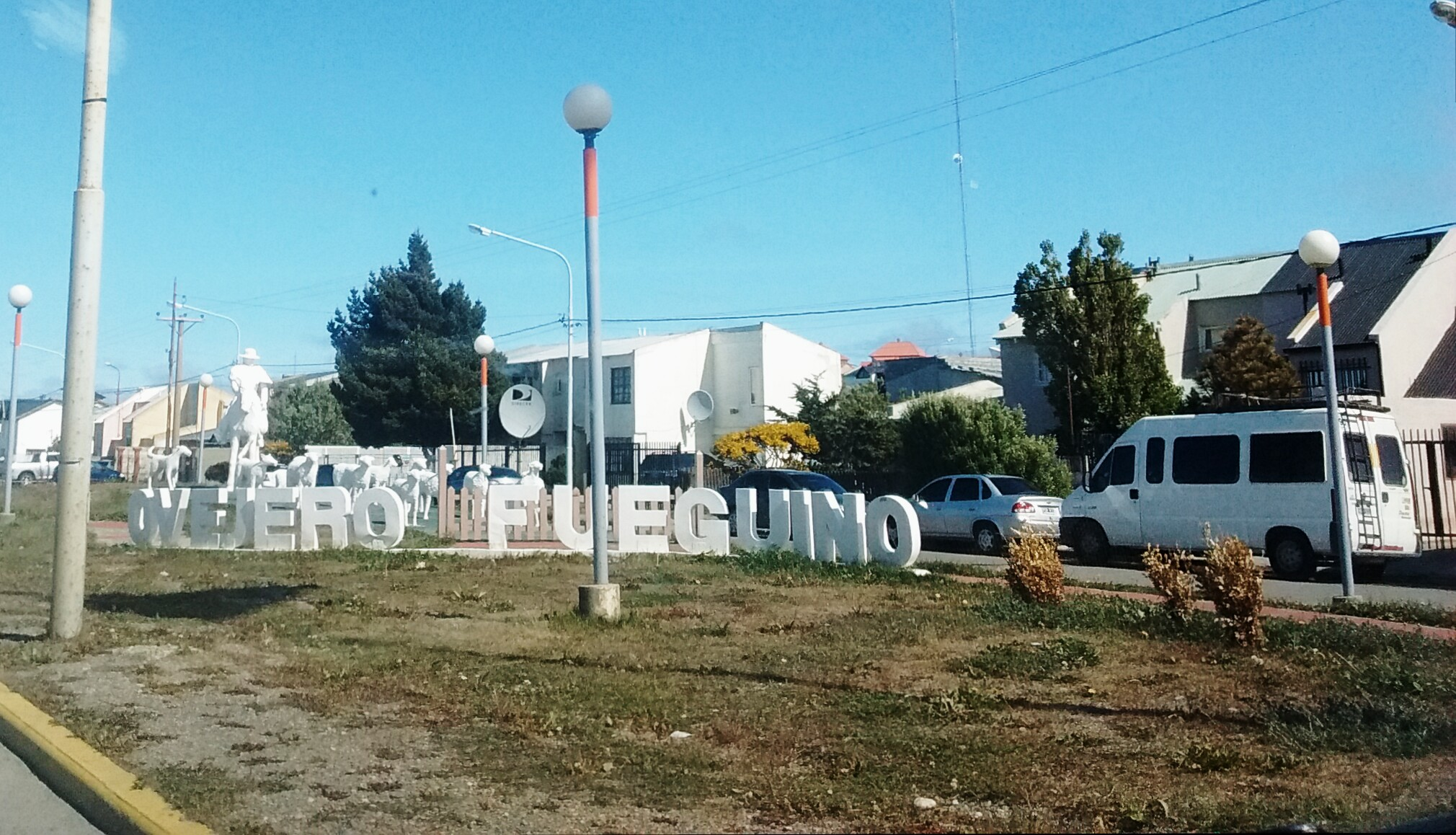
Monumento al ovejero en Río Grande

- Casa Cultural del Pueblo Indígena Rafaela Ishton: este centro lleva el nombre de una descendiente pura de familia selknam. Fotografías, réplicas a escala de sus viviendas denominadas kawi, máscaras y pinturas de la cultura Ona, llevan a los visitantes a un viaje hacia el pasado. En el lugar también pueden adquirirse piezas de cestería y cuadros. Sobre calle Ameghino, esquina calle Piedrabuena, antiguo edificio del Correo.
- Misión Salesiana de la Candelaria: está situada a 20 km de la ciudad de Río Grande, fue fundada en 1893 con el objetivo inicial de educar y evangelizar a los aborígenes. Cuando esta etnia finalmente se extinguió, la Misión Salesiana fue transformada en Escuela Agrotécnica a la que concurren alumnos de toda la Patagonia.
- Centro Cultural Municipal "Leandro N. Alem".
- Casa de la Cultura Río Grande.
- Paseo de los artesanos: espacio recreativo para la comunidad y los turistas que visitan la ciudad, encontrándose en él una gran oferta de artesanías en variadas formas, colores y texturas. Se extiende por calles Leonardo Rosales y Monseñor José Fagnano.

### Festividades y eventos
- Marzo: Fiesta del Ovejero, demostraciones de la destreza rural de ovejeros y sus perros, en el manejo de piños de ovejas. Se realiza desde 1979 en cercanías de la ciudad, en campos de estancia El Roble, propiedad de la familia de quien fuera Iván Pechar, antiguo residente de la ciudad de Ushuaia, inmigrante procedente de la isla de Korcula, hoy Croacia, de profesión carpintero naval, arribado a Tierra del Fuego en 1901. La Estancia fue fundada por su hijo Pedro Pechar en 1936 para la explotación ganadera.
  - Exposición Rural, desarrollada en instalaciones de la Sociedad Rural de Tierra del Fuego, en el predio denominado «la Oveja Negra», casona que perteneciera al conjunto de edificios del complejo frigorífico, en la margen sur del río Grande, hoy propiedad de la Sociedad Rural de Tierra del Fuego.
- Abril: Vuelta a la Tierra del Fuego, carrera de motos y cuatriciclos que une la ciudad de Río Grande y Ushuaia, se realiza desde 1984.
- Julio: Eventos conmemorativos del día de la ciudad, 11 de julio. Elección de la reina de Río Grande.
- Agosto: Gran Premio de la Hermandad Argentino-Chilena, rally que se realiza desde 1974 uniendo la ciudad de Río Grande con la localidad chilena de Porvenir. Organizado por el Automóvil Club.
- Octubre: Festival de Aves Migratorias. Organizado por el Municipio de Río Grande.
- Noviembre: Fiesta de la Tradición y Fiesta de la Candelaria en Misión Salesiana. Y Raid náutico, bajada en canoas y kayak desde Lago Blanco por el río Grande. Asimismo a partir de 2011 se festeja la Fiesta Nacional de la Trucha, tal como se celebra en las provincias de Neuquén, Chubut y Santa Cruz.
- Diciembre: Encuentro Nacional de Pesca con Mosca / Fiesta del Róbalo.

### Platos típicos
- Sobre la base de carne de cordero fueguino en verano, pejerrey, róbalo y otros típicos de la cocina criolla argentina como la torta frita.
- Asimismo por el aporte de la cultura chilena, se destaca la sopa de luche, alga comestible y el consumo de moluscos bivalvos.
- Platos dulces sobre la base de dulce de ruibarbo.

## Deportes
- Avistaje de aves: la ciudad cuenta con mirador en el sitio denominado "Laguna de los Patos", como asimismo sobre la playa del Mar Argentino.
- Básquet: es otro de los deportes elegidos por los jóvenes, participando en diferentes ediciones de los Juegos de la Araucanía. El Club El Sureño se encontraba en la Liga B de la Liga Nacional de Básquet.
- Boxeo: desarrollado a través de la Asociación Boxing Club "Vicente Stanic".
- Deporte motor: A pocos kilómetros de la ciudad se encuentra el autódromo. Las instituciones presentes: Moto Club Río Grande (motos), ARK (Asociación Riograndense de Karting), AFK (Asociación Fueguina de Karting), APAP (Asociación de Pilotos de Automovilismo en Pista), ACTCF (Turismo Carretera), ACRG (Automóvil Club Río Grande) y APITUR (Rally).[28]
  - Automovilismo: Gran Premio de la Hermandad Argentino-Chilena: Es un rally internacional que se disputa todos los años y cuya largada se alterna entre Río Grande y Porvenir (Chile)
  - Motociclismo: es un deporte muy popular, donde las competencias de enduro y cross atraen a cientos de espectadores por carrera. Una de las competencias que congregan a visitantes de otras latitudes es la "Vuelta a la Tierra del Fuego", campeonato Provincial de Motos y Cuatriciclos, Enduro-Cross..
- Futsal (o fútbol sala o de salón): con 12 equipos que conforman la liga, es el deporte más popular de la ciudad. La Liga Oficial de Río Grande está formada por clubes, entre los cuales destacó Filial River Plate, último campeón local, subcampeón del último Torneo Nacional de Futsal que lo clasificó a la edición 2009 de la Copa Libertadores de Futsal. Ese equipo fue disuelto en 2011. Hay un proyecto de ley presentado en 2009 en el Congreso para declarar a Río Grande Capital Nacional del Futsal.[29]
- Golf: desarrollado en cercanías de la ciudad, en Estancia María Behety.
- Hockey: Desde un principio se destacaron varios clubes en la ciudad, que luego fueron decayendo por diferentes circunstancias. Actualmente se podría decir que el hockey tanto en la ciudad como en la provincia, ha tomado nuevo impulso. Se destacan los siguientes equipos: Las damas del Río Grande; Fuego Hockey club, con su equipo de caballeros; Panteras y Club.
- Hockey sobre rollers:  En Río Grande contamos con varios representantes de la selección Argentina mayores, mujeres y Juniors. Dragones Roller Hockey lleva más de 15 años en la práctica de este apasionante deporte.
- Natación: Antiguamente existían dos natatorios en la ciudad, el natatorio del ex campamento YPF, ubicado al norte de la ciudad y el natatorio municipal Eva Perón. Además, la ciudad contaba con pequeños natatorios como el de "Hidro Spa" y "Aquamarina". En el año 2001 el club Campolter, quien tenía la concesión del natatorio de YPF cerró sus puertas, por lo que el natatorio fue abandonado por muchos años hasta la actualidad que fue remodelado para ser utilizado como depósito del Juzgado Provincial Zona Norte. El natatorio "Hidro Spa" Inaugurado en 1997 cerró en 2005, luego fue reabierto bajo otro nombre llamado "Cre-ser" quien finalmente cerró también sus puertas en 2020. Luego de ser reacondicionado, abrió sus puertas bajo la denominación "Innova Centro Acuático y Spa" y continúa siendo un emprendimiento Privado de Yesmin Abdo hasta el 2025 inclusive Ofreciendo Actividades Como Aqua Gym ,Matronatacion , Capacitacion para Docentes del Area , Espacio de Entrenamiento Acuático y rehabilitación Hidroterapeutica entre otros.  Por su parte, el Natatorio Municipal "Eva Perón", inaugurado el 17 de junio de 2000, continúa sus actividades: Escuela de Natación, Equipo de Competición, Equipo de Competición de Natación Adaptada, Waterpolo, Aqua Gym, Aqua Baby, Aqua Training y también tienen sus clases de natación los Colegios orientados en Educación Física "Comandante Luis Piedrabuena" y "Soberanía Nacional".
- Náutica: Se destaca el Club Náutico de Río Grande con la práctica de kayak y canotaje.
- Paddle: deporte muy popular que cuenta con varias canchas y aficionados.
- Pesca: la ciudad de Río Grande es desde el 2003 la "Capital de la Pesca Deportiva de la Trucha",[30] atrae a pescadores aficionados de todo el mundo, sus ríos más codiciados son el Río Grande, Menéndez y el Yrigoyen. En esta zona se pueden llegar a pescar ejemplares de hasta 15 kg. La pesca es uno de los atractivos turísticos de la ciudad, ya que cuenta con clubes de pesca en donde registrarse y poder acceder a sus aguas, debido a que hay que preservar la vida de los ejemplares, se practica la pesca deportiva con devolución del ejemplar. En cercanías de la ciudad se hallan afamados lodge de pesca para visitantes de todo el mundo.
- Polo: desarrollado desde el año 2010, en el predio denominado "ex Chacra Raful".
- Rugby: Uno de los deportes más populares, de gran convocatoria para mujeres y hombres de todas las edades. Río Grande Rugby & Hockey Club, Turú Rugby Club y el Club Universitario de Rugby, También en Categoría Infantiles el Guadalupe Rugby Club.
- Taekwondo: deporte olímpico desarrollado en su plenitud desde el año 1997 de la mano del Maestro Julio Cruz, excompetidor. Hasta el día de la Fecha la Asociación de taekwondo Chacra IV dirige y nuclea el destino de este esta disciplina.

## Religión
| Diócesis   | Río Gallegos                                                                     |
| Decanato   | Austral                                                                          |
| Ciudad     | Río Grande                                                                       |
| ---------- | -------------------------------------------------------------------------------- |
| Parroquias | - San Juan Bosco - Sagrada Familia - Nuestra Señora del Carmen - Sagrado Corazón |